# 達里保
達里保（穆麟德轉寫：dalimboo；1778年—1844年），德都拉氏，清朝軍事將領。
道光二十二年四月二十二，由广东高州镇总兵官升任廣西提督。二十四年，在任所病故。